# Třída Kaiser Friedrich III.
Třída Kaiser Friedrich III. byla lodní třída predreadnoughtů Kaiserliche Marine. Celkem ji tvořilo pět jednotek, přijatých do služby v letech 1898–1902. Všech pět lodí bylo na počátku první světové války v aktivní službě, už v následujícím roce ale byly převedeny k pomocným úkolům.

## Stavba
Tato třída nastavila standard německých predreadnoughtů. Nebyla vyzbrojena kanóny tehdy obvyklé ráže 305 mm, ale pouze 240 mm. Celkem bylo postaveno pět jednotek této třídy. Do jejich stavby se zapojily loděnice Kaiserliche Werft Wilhelmshaven ve Wilhelmshavenu, Germaniawerft v Kielu, Blohm & Voss v Hamburku a Schichau-Werke v Danzigu.
Jednotky třídy Kaiser Friedrich III.:
| Jméno                    | Loděnice                        | Založení kýlu | Spuštěna         | Vstup do služby | Status                                          |
| ------------------------ | ------------------------------- | ------------- | ---------------- | --------------- | ----------------------------------------------- |
| Kaiser Friedrich III.    | Kaiserliche Werft Wilhelmshaven | 1895          | 1. července 1896 | 7. října 1898   | Od roku 1916 vězeňská loď. Sešrotována.         |
| Kaiser Wilhelm II.       | Kaiserliche Werft Wilhelmshaven | 1896          | 14. září 1897    | 13. února 1900  | Od roku 1916 plovoucí velitelství. Sešrotována. |
| Kaiser Wilhelm der Große | Germaniawerft                   | 1898          | 1. června 1899   | 5. května 1901  | Od roku 1916 strážní loď. Sešrotována.          |
| Kaiser Karl der Große    | Blohm & Voss                    | 1898          | 18. října 1899   | 4. února 1902   | Od roku 1916 vězeňská loď. Sešrotována.         |
| Kaiser Barbarossa        | Schichau-Werke                  | 1898          | 21. dubna 1900   | 10. června 1901 | Od roku 1916 vězeňská loď. Sešrotována.         |

## Konstrukce

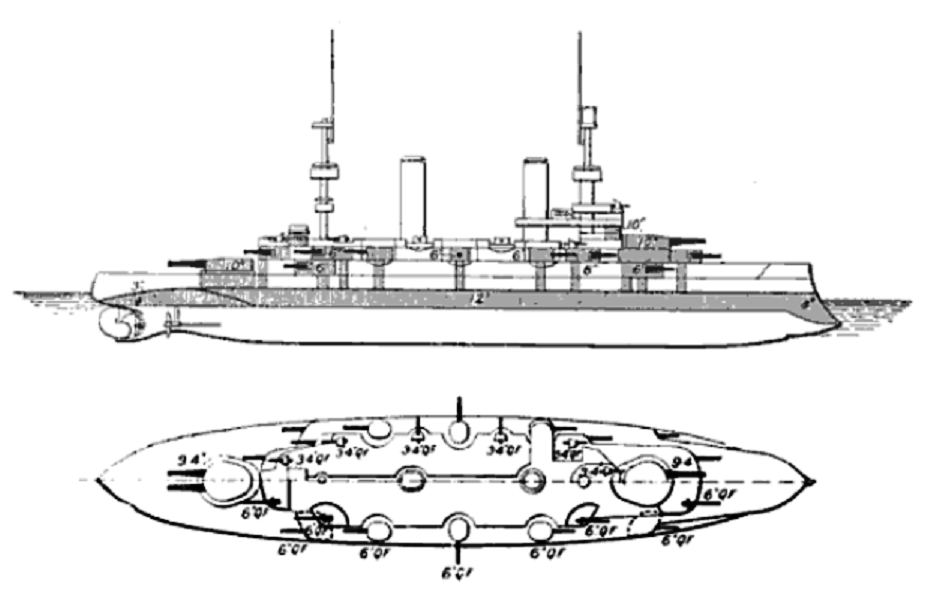
Základní uspořádání třídy

Hlavní výzbroj tvořily čtyři 240mm kanóny ve dvouhlavňových věžích na přídi a na zádi. Sekundární ráži zastupovalo osmnáct 150mm kanónů (šest v jednohlavňových věžích a dvanáct v kasematách), které doplňovalo dvanáct 88mm kanónů a šest 450mm torpédometů. Pohonný systém tvořilo deset až dvanáct kotlů (každé plavidlo mělo jiné) a tři parní stroje s trojnásobnou expanzí o výkonu 13 000 hp, pohánějící tři lodní šrouby. Nejvyšší rychlost dosahovala 17,5 uzlu. Dosah byl 3420 námořních mil při rychlosti 10 uzlů.

### Modifikace
V letech 1907–1910 byly bitevní lodě této třídy modernizovány. Měly přestavěnou nástavbu, vyšší komíny a upravené složení výzbroje. Odstraněny byly čtyři 150mm kanóny, kulomety a jeden torpédomet. Pozice 88mm kanónů byly upraveny a jejich počet se zvýšil na čtrnáct.

## Osudy

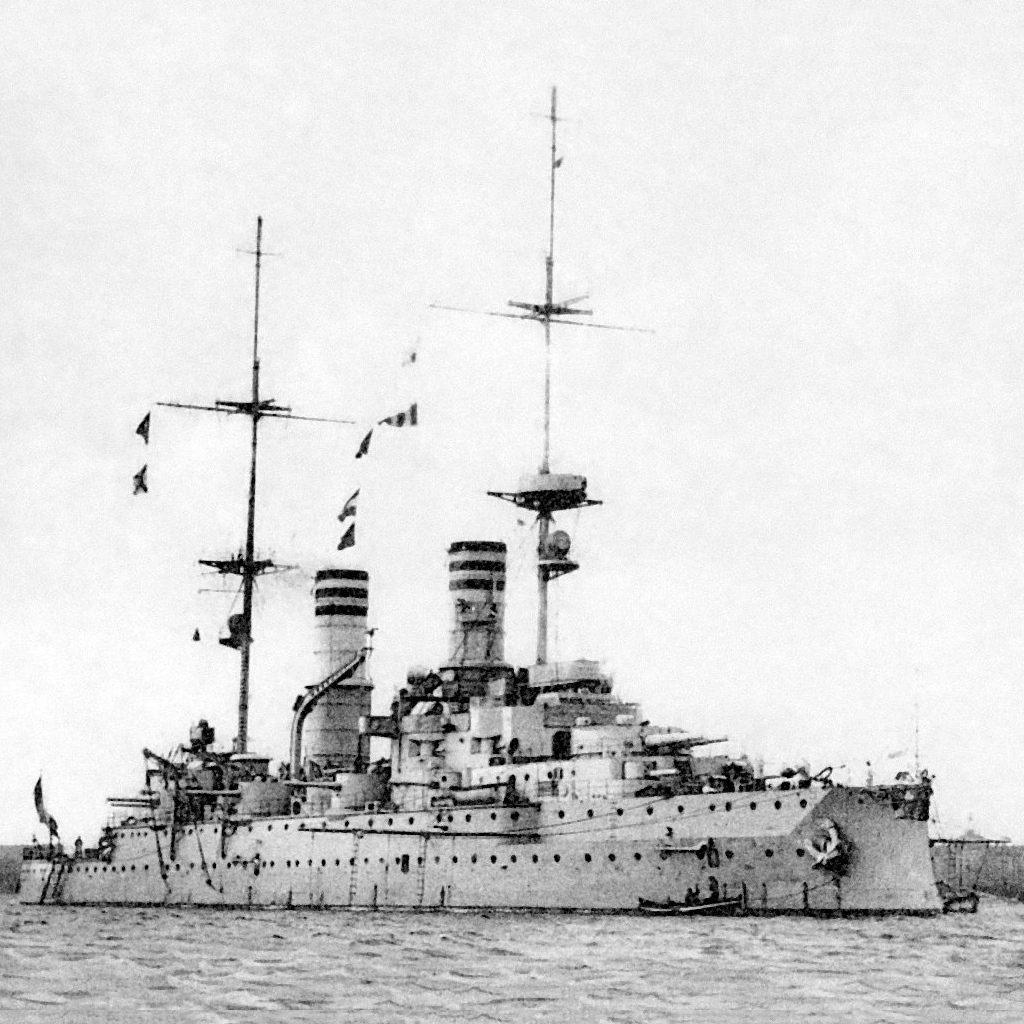
SMS Kaiser Barbarossa

Všech pět lodi bylo na počátku první světové války v aktivní službě. Byly součástí německého Širokomořského loďstva, konkrétně 5. eskadry viceadmirála Maxe von Grapowa. V roce 1915 byly všechny jednotky třídy přeřazeny do druhé linie a sloužily převážně jako vězeňské lodi. Na počátku 20. let byly sešrotovány.